# Kreuzweg Bad Wurzach
Der Kreuzweg Bad Wurzach ist ein Kreuzweg in Bad Wurzach im Landkreis Ravensburg in Oberschwaben.

## Lage
Der Kreuzweg Bad Wurzach beginnt am südlichen Stadtrand, rund 2 Meter nördlich der Abzweigung vom Gottesbergweg und dem Weg Gottesberg auf einer Höhe von circa 676 m ü. NHN. Er führt parallel zum Gottesberg (Weg) auf den 688 m ü. NHN hohen Gottesberg (Berg), wobei die 14. und letzte Station direkt an der dortigen Kirche zum Heilig Kreuz beim Salvatorianerkloster Gottesberg endet.
Der rund 140 Meter lange Stationenweg ist asphaltiert und wird durch eine Baumallee aus Eichen vom Gottesberg (Weg) getrennt. Er überwindet einen Höhenunterschied von ca. 12 Metern, was einer durchschnittlichen Steigung von etwa 8,6 % entspricht. Der Anfangsbereich des Kreuzweges liegt auf einem eigenen Flurstück 369 mit einer Fläche von 469 m2.
Kirchlich gehört der Kreuzweg zum Gebiet der Seelsorgeeinheit Bad Wurzach im Dekanat Allgäu-Oberschwaben. Dieses ist Teil der Diözese Rottenburg-Stuttgart, der Kirchenprovinz Freiburg und somit der Römisch-katholischen Kirche in Deutschland.

## Stationen
Der Kreuzweg wurde 1899 erbaut, wobei die Stationsbilder aus glasiertem Ton gefertigt sind. Eine Besonderheit dieses Kreuzweges liegt in der Darstellung der ersten und dreizehnten Station:
Die erste Station zeigt Pontius Pilatus, wie er bei der Verurteilung Jesu den Stab bricht, was das Todesurteil bestätigt. Dies weicht von der üblichen Abbildung ab, bei der Pilatus sich die Hände wäscht.
Die dreizehnte Station zeigt eine Pietà, auf der Marias Herz von sieben Schwertern durchbohrt wird. Dies symbolisiert die Sieben Schmerzen Mariens und unterscheidet sich von der häufigeren Darstellung, bei der Jesus vom Kreuz abgenommen wird oder auf Marias Schoß liegt.
Im Folgenden sind die einzelnen Stationen des Kreuzwegs mit ihrer geographischen Position aufgelistet.

| Foto |                 | Baujahr | Name                  | Standort | Beschreibung | Metadaten                                              |
| ---- | --------------- | ------- | --------------------- | -------- | --- | ------------------------------------------------------ |
| BW   | Datei hochladen | 1899    | Station 1 · Wikidata  | Standort | Jesus wird zum Tode verurteilt Besonderheit: Das Bild zeigt Pilatus, wie er bei der Verurteilung Jesu den Stab über den Angeklagten bricht.                               | P84(Architekt): P131(Ort):Bad Wurzach Region-ISO:DE-BW |
| BW   | Datei hochladen | 1899    | Station 2 · Wikidata  | Standort | Jesus nimmt das Kreuz auf seine Schultern | P84(Architekt): P131(Ort):Bad Wurzach Region-ISO:DE-BW |
| BW   | Datei hochladen | 1899    | Station 3 · Wikidata  | Standort | Jesus fällt zum ersten Mal unter dem Kreuz | P84(Architekt): P131(Ort):Bad Wurzach Region-ISO:DE-BW |
| BW   | Datei hochladen | 1899    | Station 4 · Wikidata  | Standort | Jesus begegnet seiner Mutter | P84(Architekt): P131(Ort):Bad Wurzach Region-ISO:DE-BW |
| BW   | Datei hochladen | 1899    | Station 5 · Wikidata  | Standort | Simon von Cyrene hilft Jesus das Kreuz tragen | P84(Architekt): P131(Ort):Bad Wurzach Region-ISO:DE-BW |
| BW   | Datei hochladen | 1899    | Station 6 · Wikidata  | Standort | Veronika reicht Jesus das Schweißtuch | P84(Architekt): P131(Ort):Bad Wurzach Region-ISO:DE-BW |
| BW   | Datei hochladen | 1899    | Station 7 · Wikidata  | Standort | Jesus fällt zum zweiten Mal unter dem Kreuz | P84(Architekt): P131(Ort):Bad Wurzach Region-ISO:DE-BW |
| BW   | Datei hochladen | 1899    | Station 8 · Wikidata  | Standort | Jesus begegnet den weinenden Frauen | P84(Architekt): P131(Ort):Bad Wurzach Region-ISO:DE-BW |
| BW   | Datei hochladen | 1899    | Station 9 · Wikidata  | Standort | Jesus fällt zum dritten Mal unter dem Kreuz | P84(Architekt): P131(Ort):Bad Wurzach Region-ISO:DE-BW |
| BW   | Datei hochladen | 1899    | Station 10 · Wikidata | Standort | Jesus wird seiner Kleider beraubt | P84(Architekt): P131(Ort):Bad Wurzach Region-ISO:DE-BW |
| BW   | Datei hochladen | 1899    | Station 11 · Wikidata | Standort | Jesus wird ans Kreuz genagelt | P84(Architekt): P131(Ort):Bad Wurzach Region-ISO:DE-BW |
| BW   | Datei hochladen | 1899    | Station 12 · Wikidata | Standort | Jesus stirbt am Kreuz | P84(Architekt): P131(Ort):Bad Wurzach Region-ISO:DE-BW |
| BW   | Datei hochladen | 1899    | Station 13 · Wikidata | Standort | Jesus wird vom Kreuz abgenommen und in den Schoß seiner Mutter gelegt Besonderheit: Das Bild zeigt eine Pietà, auf der Marias Herz von sieben Schwertern durchbohrt wird. | P84(Architekt): P131(Ort):Bad Wurzach Region-ISO:DE-BW |
| BW   | Datei hochladen | 1899    | Station 14 · Wikidata | Standort | Der heilige Leichnam Jesu wird in das Grab gelegt Audio-Zusammenfassung erstellen                                                                                         | P84(Architekt): P131(Ort):Bad Wurzach Region-ISO:DE-BW |